# Pennell Bank
Pennell Bank – ławica Oceanu Południowego, położona na szelfie kontynentalnym we wschodniej części Morza Rossa. Ma około 500 mil (800 km) długości i 140 mil (230 km) szerokości. Uważana za morenę czołową lub grzbiet złożony z osadów polodowcowych, była prawdopodobnie granicą Morza Rossa w okresie epoki lodowej. Została nazwana na cześć Harry'ego Pennella, uczestnika ekspedycji Terra Nova. Nazwa została zatwierdzona przez organizację Advisory Committee for Undersea Features w lutym 1964 roku. 